# Babussalam (Mandau)
Babussalam is een bestuurslaag in het regentschap Bengkalis van de provincie Riau, Indonesië. Babussalam telt 14.694 inwoners (volkstelling 2010).